# Johann Ernst von Hanxleden
Johann Ernst von Hanxleden (Ostercappeln, 1681-Pazhuvil, 21 de marzo de 1732) fue un sacerdote jesuita, misionero en la India, filólogo, gramático y lexicógrafo del sáncrito y el  alemán conocido como Arnos Paathiri (o Arnos Padre). Hanxleden fue el primero en hacer un diccionario del malayalam al sánscrito y al portugués, en su época la lengua europea predominante en la India; y llegó a componer poesía en sánscrito. 
Tras realizar estudios de filosofía en su ciudad natal, se embarcó en un viaje hacia la India en 1699 con los jesuitas Wilhelm Weber y Wilhelm Meyr, y el doctor Franz Kaspar Schillinger atravesando Italia, Turquía, Siria, Armenia y Persia. Durante el viaje, Weber y Meyr fallecieron en el mar y Hanxleden fue aceptado como miembro de la compañía de Jesús: el resto llegó a Surat o Surrate en diciembre de 1700 y Hanxleden continuó hasta Goa, desde donde fue enviado a  Ampazhakkad en la actual Kérala para realizar estudios de teología y ser ordenado sacerdote en 1706. 
De 1707 a 1711 Hanxleden sirvió como secretario de João Ribeiro (arzobispo de Cránganor), viajando a lo largo de la costa Malabar predicando e instruyendo catequesis.
En 1712, se asentó en Velur, donde ayudó a construir una iglesia, y desde 1729 en Ampazhakkad, Pazhuvil, y Palayur. Murió después de que le mordiera una serpiente. Un memorial fue construido más tarde en recuerdo suyo. 

## Obra
1. Pancha Parvam ("Cinco Poemas"), Verapoly (India) 1873 (Ernakulam 1962)
2. Puthanpana ("Nuevo libro de himnos"). Rel. Lieder z. Preise des Erlösers), Alleppey (India) 1955
3. Dictionarium Malabaricum - Lusitanum (Roma, Biblioteca Vaticana) (con otros autores)
4. Malayalam-Wörterbuch. (Coímbra, Biblioteca Univ.)
5. Leben Christi (Bonn, Kath. Missionen)
6. Puththenpaana
7. Chathuranthyam
8. Genevieva punyacharithram
9. Ummaadaey dhukhkham
10. Dictionarium Malabarico-Lusitanum
11. Malayalavyaakaranam [Grammatica Malabarico Lusitana / Arte Malabar]
12. [Dictionarium Samscredamico-Lusitanum]
13. Samskruthavyaakaranam
14. Ave Maris Stella

## Literatura
- Carl Platzweg. Leben deutscher Jesuiten in auswärtigen Missionen. 1882
- Joseph Dahlmann. Die Sprachkunde und die Missionen. Ein Beitrag zur Charakteristik der älteren katholischen Missionstätigkeit. 1891, pp. 18 ff
- Anton Huonder. Dt. Jesuitenmissionäre des 17. und 18. Jahrhunderts. 1899, pp. 48, 89, 175